# Nils Lorich
för juristen Nils Erland Mårten Lorichs se Nils Lorichs,
Nils Hansson Lorich, naturaliserad Lorichs,  född 22 juli 1742 i Mällby prästgård i Mjällby socken, död 26 juni 1823 Stockholm, var ett svensk krigsråd.
Han var son till kyrkoherden Hans Peter Lorich (1712–1798) och Maria Sofia Hellman (1718-1744) samt gift första gången från 1770 med Fransiska Dorotea Bedat (död 1776)  som var dotter till förste kammartjänaren hos kung Adolf Fredrik Jean Antoine Bedat och gift andra gången 1779 med Maria Charlotta Hassel (1757–1837) som var dotter till grosshandlaren  Daniel Hassel (1705–1763). Han blev far till bland andra
Carl Fredrik Lorichs och Per Daniel Lorichs.
Lorich blev student vid Lunds universitet 1757 där han avlade juristexamen 1763. Efter studierna blev han skrivare i Krigskollegium 1763 och auskultant i Svea hovrätt 1764. Han var sekreterare vid guvernörsämbetet hos prins Fredrik Adolf 1766 och handsekreterare hos prins Karl samt kanslist i generalfälttygmästarkontoret. Han blev handsekreterare hos prins Fredrik Adolf 1768. Lorich utnämndes till krigskommissarie 1774 och fick krigsråds fullmakt 1788 för att bli krigsråd 1792. Han blev riddare av Nordstjärneorden 1799. Lorich blev naturaliserad svensk adelsman under namnet Lorichs på Stockholms slott av Gustav IV Adolf 28 maj 1801 och introducerades 1802 under nummer 2172. Han fick landshövdings namn 1812 och var under en period riddarhusdirektör.
Efter att sista gratialisten lämnat krigsmanshuset vid Vadstena kloster 1784 fick Lorich 1795 i uppdrag att besiktiga de byggnader och tomter som stod under Krigskollegii  förvaltning. Ledningen för Munkklostret som användes som en inrättning för fattiga krigsmän, föreslog rivning av tre byggnader. Lorich föreslog istället att klosterbyggnaden skulle bevaras intakt och att de övriga byggnaderna skulle repareras och att man sänkte taken. Efter ett yttrande av Lorich 1797 beslöt nämnden att Norra längan skulle bevaras intakt som ett fornminne medan den västra och det stora brygghuset skulle inredas till sädesmagasin eftersom de inte ansågs ha något större antikvariskt värde.
Lorich fick 1772 Kunglig Majestäts resolution för sig och sina syskon att anses vara av romersk kejserlig adel och fick därmed tillgodogöra sig alla de förmåner och rättigheter som tillkom utländska adelsmän. Tillsammans med Anders Streng fick han uppdraget från sekreta utskottet att utreda den svenska salpetertillverkningen för krigsmaktens behov av svartkrut. Ett förslag till en ny förordning om tillverkningen presenterades av Lorich hösten 1783. På kunglig anmodan 1784 framförde generaltygmästaren Karl Ulrik Silfverschöld och Lorich att salpetersjuderiindelningsverket borde kvarstå. År 1783 fick han från Gustav III för sitt nit i kungens och rikets tjänst samt den möda han nedlagt vid utarbetandet av förbättringar vid tillverkningen av salpeter i salpeterverken en vacker dosa tillverkad av guld. 
På hans adlade namn och nummer adopterades 1802 hans svåger brukspatronen och grosshandlaren Fredrik Otto Hassel.